# Dimidium
Dimidium (zu lat. „die Hälfte“) (51 Pegasi b, inoffiziell ursprünglich auch Bellerophon) ist ein Exoplanet, der den sonnenähnlichen Stern Helvetios (51 Pegasi) im Sternbild Pegasus umkreist. Er wurde 1995 als erster Planet außerhalb des Sonnensystems entdeckt, der um einen Hauptreihenstern kreist. Ebenso war er der erste Himmelskörper, der als „Hot Jupiter“ eingestuft wurde.

## Namensherkunft
Wie alle Exoplaneten wurde Dimidium ursprünglich allein mit dem offiziellen Namen des Sterns und einem Kleinbuchstaben, entsprechend der Reihenfolge der Entdeckung, bezeichnet. Nach einem öffentlich ausgeschriebenen Wettbewerb der IAU erhielt er am 15. Dezember 2015 einen offiziellen Namen, der aus dem Lateinischen stammt und „die Hälfte“ bedeutet. Der Name soll auf die mutmaßliche Masse des Planeten von rund einer halben Jupitermasse hinweisen.

## Entdeckung
Am 6. Oktober 1995 gaben der Schweizer Professor Michel Mayor und sein Mitarbeiter Didier Queloz vom Departement für Astronomie der Universität Genf auf dem 9th Cambridge Workshop on Cool Stars, Stellar Systems and the Sun in Florenz bekannt, den ersten Exoplaneten, der um einen sonnenähnlichen Stern kreist, nachgewiesen zu haben.
Beobachtet wurde der Planet mit Hilfe eines hochauflösenden Spektrographen am Observatoire de Haute-Provence, der leichte, regelmäßige Veränderung der Radialgeschwindigkeit des Sterns von 70 m/s erkennen ließ. Diese womöglich durch den Einfluss eines nahen, schweren Himmelskörpers erzeugten Schwankungen deuteten von Anfang an auf ein jupitergroßes Objekt in nur 7 Millionen Kilometern Entfernung zu 51 Pegasi hin.
Sechs Tage darauf, am 12. Oktober 1995, bestätigen Geoffrey Marcy von der San Francisco State University und Paul Butler von der University of California, Berkeley anhand des Hamilton-Spektrographen am Lick-Observatorium nahe San Jose in Kalifornien die Existenz des zunächst ungewöhnlich anmutenden Trabanten.
Die Entdeckung dieses ersten Exoplaneten um einen Hauptreihenstern gilt als Meilenstein in der astronomischen Forschung. Mayor und Queloz erhielten dafür 2019 den Nobelpreis für Physik.

## Eigenschaften
Dimidium hat eine Masse von rund 0,46 Jupitermassen und umkreist seinen Zentralstern einmal in etwa 4,2 Tagen in einer Entfernung von 0,052 astronomischen Einheiten (AE). Dies entspricht rund einem Zwanzigstel der Distanz zwischen Erde und Sonne (= 1 AE) oder etwa einem Achtel der Distanz zwischen Sonne und Merkur (= 0,39 AE). Die Oberflächentemperatur des Planeten wurde damit auf 1255 K (982 °C) berechnet. Es ist davon auszugehen, dass Dimidium eine gebundene Rotation aufweist.
Mit dem Échelle-Spektrographen HARPS der Europäischen Südsternwarte konnte im Jahr 2015 bei Dimidium spektroskopisch erstmals von einem Exoplaneten reflektiertes sichtbares Licht nachgewiesen werden. Der Planet hat diesen Untersuchungen zufolge eine tatsächliche Masse von rund 0,46 Jupitermassen und eine Bahnneigung von 80 +10−19 Grad, bzw. von etwa 9° in Richtung der Erde. Der Radius des Planeten dürfte größer sein als der von Jupiter, ebenso besitzt Dimidium wahrscheinlich eine relativ hohe Albedo.
Dimidium ist der Prototyp für die Planetenklasse der „Hot Jupiter“, die als Gasplaneten von der Masse des Jupiter oder größer ihren Zentralstern in sehr geringer Entfernung umkreisen und sehr wahrscheinlich durch Migration während der Entstehung des jeweiligen Planetensystems in ihre sternnahe Bahn gelangt sind.